# Sắc ký lỏng hiệu năng cao

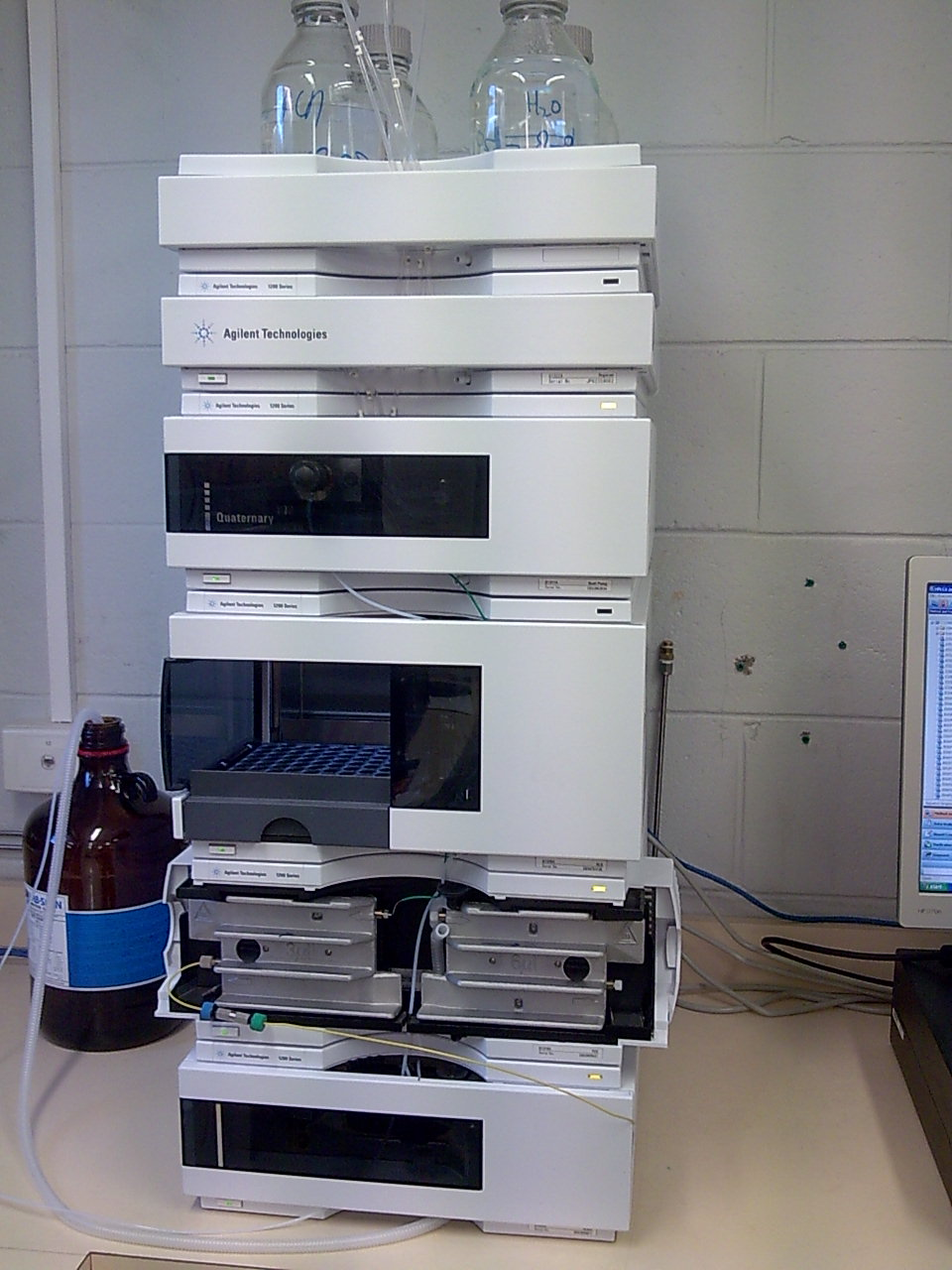
Một thiết bị HPLC hiện đại.

Sắc ký lỏng hiệu năng cao (tiếng Anh: High-performance liquid chromatography; viết tắt: HPLC; còn được gọi là Sắc ký lỏng áp suất cao) là một kỹ thuật trong hóa phân tích dùng để tách, nhận biết, định lượng từng thành phần trong hỗn hợp. Kỹ thuật này dựa trên hệ thống bơm để đẩy dung môi lỏng dưới áp suất cao, trong dung môi có chứa hỗn hợp mẫu, qua một cột sắc ký. Cột sắc ký được đổ bằng vật liệu hấp phụ rắn. Mỗi thành phần trong mẫu tương tác tương đối khác nhau với vật liệu hấp phụ, nên tốc độ dòng của mỗi thành phần khác nhau là khác nhau, dẫn tới sự phân tách các thành phần khì mà chúng chảy ra khỏi cột.
Sắc ký có thể được mô tả là một quá trình dịch chuyển khối lượng liên quan tới hấp phụ. HPLC dựa trên hệ thống bơm để đẩy chất lỏng đã bị nén và hỗn hợp mẫu qua một cột đổ bằng một chất hấp phụ, dẫn tới sự phân tách của các thành phần trong mẫu. Thành phần hoạt động của cột, chất hấp phụ, tiêu biểu là một vật liệu cấu trúc hạt làm từ những hạt rắn như silica hay polymers, có kích thước trong khoảng 2-50 micro mét. Những thành phần của hỗn hợp mẫu được tách ra khỏi nhau bởi mức độ tương tác khác nhau với các hạt hấp phụ. Chất lỏng bị nén là hỗn hợp dung môi ví dụ nước, acetonitrile hay methanol và được gọi là "pha động". Thành phần và nhiệt độ của pha động đóng vai trò chính trong quá trình phân tách bằng cách tác động lên nhưng tương tác xảy ra giữa những thành phần trong mẫu và chất hấp phụ ở cột. Đây là những tương tác vật lý trong tự nhiên, như hydrophobic, lưỡng cực-lưỡng cực và ion, thông thường nhất là sự kết hợp của các tương tác.
HPLC được phân biệt với sắc ký lỏng truyền thống áp suất thấp bởi vì áp suất hoạt động của nó cao hơn nhiều (50-350 bar), trong khi sắc ký lỏng thông thường chỉ dựa trên lực hút trái đất để pha động đi qua cột. Do chỉ có một lượng nhỏ mẫu được tách bằng phân tích HPLC, cột có kích thước 2.1-4.6 mm cho đường kính và 30–250 mm cho chiều dài. Cột HPLC cũng đổ với kích thước hạt hấp phụ nhỏ hơn (trung bình kích thước hạt 2-50 micro mét). Điều này mang lại HPLC hiệu quả phân giải cao (khả năng tách biệt từng chất) khi mà tách hỗn hợp, làm cho nó trở thành phương pháp sắc ký phổ biến.
Sơ đồ của một thiết bị HPLC đặc thù gồm có cổng lấy mẫu, bơm, và một đầu dò. Cổng lấy mẫu đưa hỗn hợp mẫu và dòng pha động để đi qua cột. Hệ thống bơm đảm bảo tốc độ dòng mong muốn và thành phần của pha động qua cột. Đầu dò tạo ra tín hiệu tỷ lệ với lượng mẫu thành phần đi ra từ cột, do đó cho phép phân tích định lượng của những thành phần trong mẫu. Một bộ vi xử lý số và phần mềm điều khiển thiết bị HPLC và cung cấp dữ liệu phân tích. Một vài mẫu bơm cơ trong thiết bị HPLC có thể trộn nhiều dung môi với nhau trong những tỉ mà thay đổi theo thời gian, tạo ra thành phần gradient trong pha động. Các đầu dò như UV/Vis, PDA hay khối phổ được sử dụng phổ biến. Phần lớn các thiết bị HPLC có lò cột để điều chỉnh nhiệt độ phân tách.

## Hoạt động
Hỗn hợp mẫu để phân tích và tách có thể tích rất nhỏ được đưa vào dòng pha động đang thấm qua cột. Những thành phần của mẫu đi qua cột với tốc độ khác nhau, đây là chức năng của những tương tác vật lý cụ thể với chất hấp phụ của cột (còn gọi là pha tĩnh). Tốc độ của từng thành phần phụ thuộc vào bản chất hoá học tự nhiên nó trên pha tĩnh và thành phần của pha động. Thời gian mà một chất phân tích rửa giải ra khỏi cột gọi là thời gian lưu. Thời gian lưu được đo trong những điều kiện đặc trưng và được xem là đặc điểm nhận biệt của chất đem phân tích.
Có nhiều loại cột khác nhau, được làm bằng những chất hấp phụ có kích thước hạt và bề mặt tự nhiên thay đổi. Việc sử dụng những vật liệu có hạt có kích thước nhỏ hơn đổ cột yêu cầu áp suất hoạt động cao hơn và điển hình cải thiện độ phân giải sắc ký (mức độ phân tách giữa những chất phân tích đi ra từ cột nối tiếp nhau). Xét về bề mặt hóa học, những hạt hấp phụ có thể có cực hay không cực.
Các pha động thường được sử dụng bao gồm sự kết hợp có thể trộn lẫn của nước với dung mỗi hữu cơ khác nhau (phổ biến nhất là acetonitrile và methanol). Một số kỹ thuật HPLC sử dụng dung môi không nước. Thành phần nước trong pha động có thể có axít (axít formic, photphoric hay trifluoroacetic) hoặc muối để hỗ trợ sự phân tách các thành phần mẫu. Thành phần pha động có thể được giữa cố định (rửa giải đẳng dòng) hoặc thay đổi (rửa giải gradient) trong quá trình phân tích sắc ký. Rửa giải đẳng dòng đặc biệt hiệu quả trong phân tách những thành phần mẫu không khác nhau nhiều về ái lực của chúng với pha động. Với rửa giải gradient thành phần của pha động được thay đổi từ thấp tới cao để tăng sức rủa giải. Sức rửa giải của pha động được phản ánh bằng thời gian lưu của mẫu, sức rửa giải cao thì thời gian lưu của mẫu ngắn.

## Ứng dụng
HPLC đã và đang được sử dụng cho những mục đích sản xuất, nghiên cứu, pháp lý và y dược.